# Fair play
Fair play [fér plej] (z angličtiny, znamená rovná hra, čistá hra) je základním předpokladem sportovního zápolení, které obsahuje dodržování pravidel, sportovní chování, pomoc druhému závodníkovi atd. Prokázání fair play je, když sportovec např. úmyslně ohrozí své umístění/bodování v závodě, aby pomohl jinému závodníkovi, kterého postihla nečekaná komplikace, ale také uznání porážky a celkové klidné a profesionální vystupování.
Historie fair play sahá až do starověkého Řecka. Na tamějších olympijských hřištích byla odvaha a dbaní na rovné šance soupeřících stran nadřazena vítězství. Před každým soubojem skládal sportovec přísahu před sochou boha Dia, čímž se zavazoval k dodržování spravedlivých pravidel v jednotlivých sportech. Moderní pojetí fair play vzniklo z kodexu středověkých rytířů, který zakazoval využívání slabostí protivníka a uchýlení se k podvodům s cílem získat výhodu v zápolení.

## Zásady chování fair play
Zdroj:
1. V soutěži bojuji čestně a podle pravidel.
2. Uznám, že soupeř je lepší, v cíli nebo po zápase mu podám ruku, vzdám mu tím čest.
3. Vítězství není důvodem k nadřazenosti.
4. I poražený zaslouží uznání, není terčem posměchu, ani skrytého.
5. Soutěž má rovné podmínky pro všechny hráče či závodníky.
6. V soutěži respektuji pokyny a nařízení rozhodčích a pořadatelů, řídím se jimi.
7. Chci vyhrát, ale nikoli však za každou cenu.
8. Diváci jsou součástí sportovní akce, potleskem vzdají čest vítězi i poraženému.
9. Férové sportovní chování je mi vlastní i v každodenních životních situacích.
10. Svým chováním jdu příkladem mladším sportovcům.